# LINKトレイン
ターミナルリンク（旧LINKトレイン）は、トロント・ピアソン国際空港の中にある第1ターミナルと第3ターミナル、駐車場のそれぞれを結んでいる新交通システムである。

## 歴史
- 2002年11月15日 計画構想が決まる。
- 2006年1月 建設が完了する。
- 2006年7月 開業

## 駅一覧
すべてミシサガにある。
| 駅名            | 営業キロ | 接続路線、施設                   |
| --------------- | -------- | -------------------------------- |
| 第1ターミナル駅 | 0.0      | ユニオン・ピアソン・エクスプレス |
| 第3ターミナル駅 |          |                                  |
| ビスカウント駅  | 1.47     |                                  |

## 運行形態
24時間年中無休で運行している。運賃は無料で全区間の所要時間は約4分。
複線であるが分岐器等はないため 、無人運転の7両固定編成（各車両25人乗り、合計175名）の車両が同じ線路をひたすら往復する運用である。
ターミナル1駅ではユニオン・ピアソン・エクスプレスと同じフロアに到着する。